# Mayumi Kaji
Mayumi Kaji (jap. 加治 真弓, Kaji Mayumi; * 28. Juni 1964) ist eine ehemalige japanische Fußballspielerin.

## Karriere

### Verein
Sie begann ihre Karriere bei Tasaki Kobe Ladies.

### Nationalmannschaft
Im Jahr 1981 debütierte Kaji für die japanischen Nationalmannschaft. Sie wurde in den Kader der Fußball-Weltmeisterschaft der Frauen 1991 berufen. Insgesamt bestritt sie 48 Länderspiele für Japan.

## Errungene Titel
- Nihon Joshi Soccer League Best XI: 1989